# Thomas Kinkade
Thomas Kinkade, född 19 januari 1958 i Sacramento, Kalifornien, död 6 april 2012 i Monte Sereno, Santa Clara County, Kalifornien, var en amerikansk konstnär.
Kinkade föddes i Sacramento i Kalifornien men växte upp i Placerville i El Dorado County i samma delstat. Han blev uppmärksammad för sina idylliska motiv och blev med tiden känd som "Thomas Kinkade, Painter of Light", en fras som är varumärkesskyddad. Hans massproducerade konst säljs via postorder och i butik. Kinkades tavlor är mycket populära - de beräknas finnas i ett av 20 hem i USA - men har också kritiserats för att vara kommersiell kitsch.
Kinkade skrev även böcker (med medförfattare) och producerade filmen The Christmas Cottage (2008) som handlade om honom själv, spelad i filmen av Jared Padalecki.
Kinkade dog 2012 av en överdos av alkohol och valium.